# نورجان تایلان
نورجان تایلان (زاده ۲۹ اکتبر ۱۹۸۳ در آنکارا، ترکیه) یک وزنه‌بردار ترکیه‌ای است که مدال طلای المپیک ۲۰۰۴ آتن در رده وزنی ۴۸ کیلوگرم بدست آورد. او دارای سه رکورد اروپایی و یک رکورد جهانی است.